# A Desperate Tenderfoot
Pour plus de détails, voir Fiche technique et Distribution.
A Desperate Tenderfoot  est un film muet américain réalisé par Otis Thayer et sorti en 1920.

## Fiche technique
- Titre : A Desperate Tenderfoot
- Réalisation : Otis Thayer
- Scénario :
- Producteur :
- Société de production : Star Ranch
- Société de distribution : C.B.C. Film Sales Corp.
- Pays de production :  États-Unis
- Langue : film muet avec les intertitres en anglais
- Métrage 600 mètres
- Format : Noir et blanc — 35 mm — 1,33:1 — Muet
- Genre : Western
- Durée : 20 minutes
- Date de sortie : 
  - États-Unis : 9 décembre 1920

## Distribution
- John Halliday
- Eva Lang